# Cino Tortorella
Felice „Cino” Tortorella (ur. 27 czerwca 1927 w Ventimiglii; zm. 23 marca 2017 w Mediolanie) – włoski dziennikarz i prezenter telewizyjny; znany najbardziej z prowadzenia Międzynarodowego Przeglądu Piosenki Dziecięcej Zecchino d’Oro, którego był pomysłodawcą, oraz innych imprez muzycznych i kulturalnych, głównie współorganizowanych przez Instytut Antoniano w Bolonii.
W listopadzie 2002 przy okazji 45. edycji festiwalu został wpisany do Księgi rekordów Guinnessa jako najdłużej prowadząca jeden program osoba (festiwal jest organizowany od 1959).